# مساعد العارضي
مساعد عبد الرحمن عايض عطاالله العارضي المطيري (12 يناير 1979 - )؛ سياسي كويتي ونائب سابق في مجلس الأمة الكويتي.

## حياته
ولد مساعد العارضي في الكويت بتاريخ 12 يناير 1979، وهو حاصل على مؤهل جامعي، وبعد تخرجه عمل في وزارة الخارجية الكويتية، كما عمل في عدد من السفارات الكويتية بالخارج، وحصل على العديد من الدورات في تخصص العلوم السياسية، وخاض انتخابات مجلس الأمة الكويتي 2020 وتمكن من الفوز بمقعد عن الدائرة الرابعة وذلك بعدما حقق المركز الثالث بعدد أصوات 5,750 صوتًا في أول تجاربه الترشيحية لعضوية مجلس الأمة الكويتي.

## أبرز مواقفه في مجلس الأمة

### مجلس الأمة 2020
| استجواب الوزير حمد جابر العلي (يناير 2022)    | ضد الاستجواب |
| استجواب الوزير أحمد ناصر الصباح (فبراير 2022) | ضد الاستجواب |
| استجواب الوزير علي حسين الموسى (مارس 2022)    | ضد الاستجواب |